# Hazatérés (album)
A Hazatérés Szörényi Levente második nagylemeze. A lemez két instrumentális felvételt tartalmaz: egyik a lemez címadó dala, másik a Petőfi '73. Az Európa csendes még A Koncert című nagylemezre sem kerülhetett fel. Először a Fonográf együttes 1984-ben készült A Búcsú című nagylemezén jelent meg. Az eredeti az 1996-os Az Illés másik oldalán című albumon hallható.

## Számlista
A oldal
1. A hitetlenség átka
2. Szarvasűzés
3. Eljön majd a nap
4. Száraz még a föld
5. Petőfi '73

B oldal
1. Hazatérés
2. Hírek
3. Az utánzókhoz
4. Hej, barátom
5. Kőműves Kelemen balladája